# Johann Casimir von Damnitz
Johann Casimir von Dam(m)nitz († 1756 in Schmehlen) war königlich-polnischer und kurfürstlich-sächsischer Generalmajor der Infanterie. Er war Herr auf Schmehlen und Baußig.

## Leben
Seine Eltern waren Christoph Siegmund von Damnitz und dessen Ehefrau Freiin Scholastika, geb. von Metternich, eine Schwester des brandenburgischen Gesandter Ernst von Metternich. Sein Bruder Wolf Siegmund († 1755) starb als kaiserlicher General-Feldmarschall.
Damnitz sollte studieren, ging aber 1688 in brandenburgische Dienste und dann als Freiwilliger in den Pfälzischen Erbfolgekrieg. Er wechselte später in kursächsische Dienste, erhielt dort 1706 das Kürassierregiment Steinau und stieg bis zum Generalmajor auf. Im Jahr 1712 im Nordischen Krieg verließ er die Armee, um zu heiraten. Anschließend kaufte er das Gut Pommerzig im Fürstentum Crossen sowie Schmehlen bei Wurzen.
Damnitz heiratete N.N. von Falskredt auf Purschwitz in Litten (Kliethen) verwitwete von Ihlow in der Oberlausitz. Die Ehe blieb kinderlos.